# Gobiopsis canalis
Gobiopsis canalis és una espècie de peix de la família dels gòbids i de l'ordre dels perciformes.

## Morfologia
Els mascles poden assolir els 6,3 cm de longitud total.

## Distribució geogràfica
Es troba al Golf Pèrsic, Oman i sud-oest de l'Índia.